# Janina Huhn

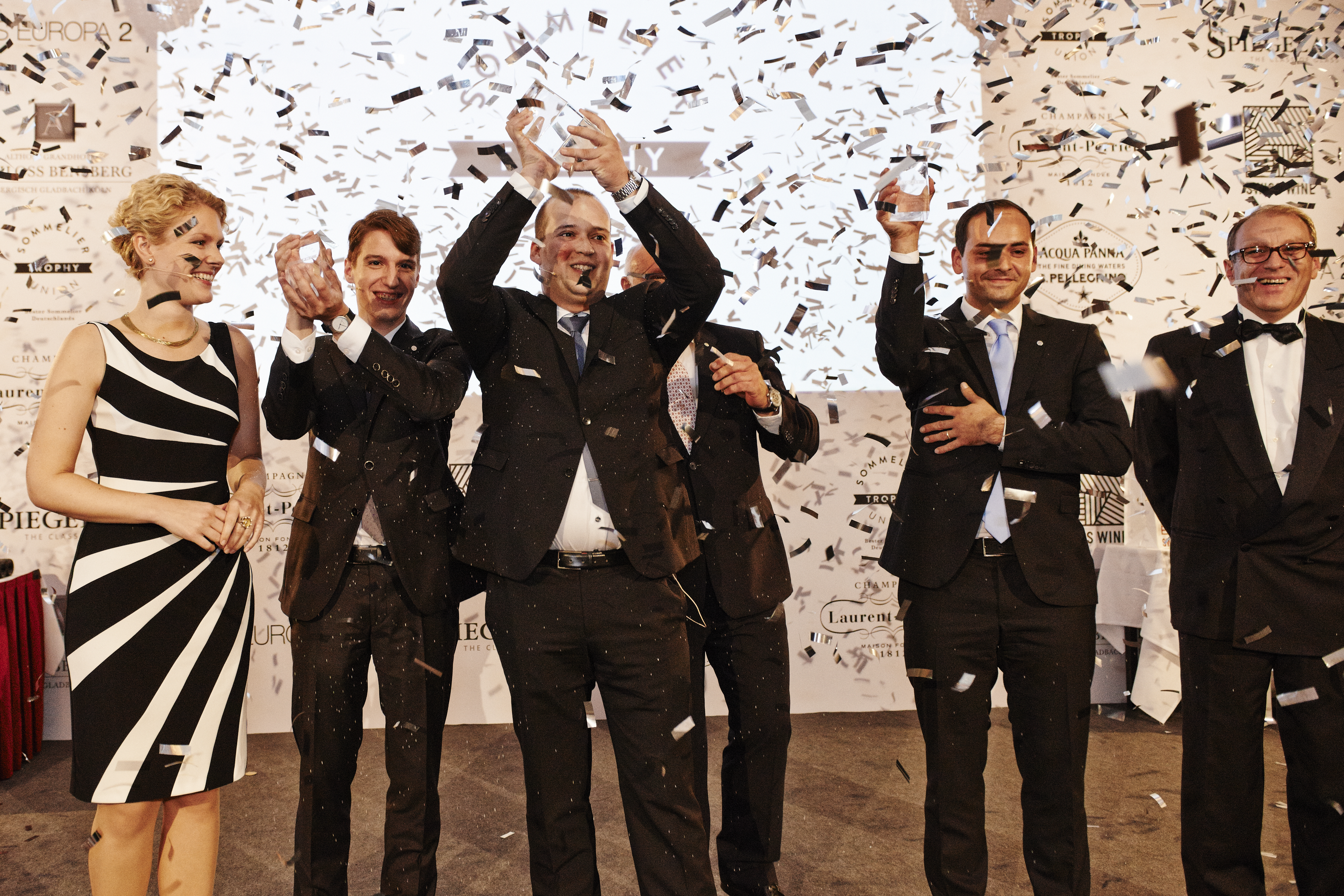
Janina Huhn (links) 2015 bei der Ehrung der Gewinner der Sommelier-Trophy

Janina Huhn (* 25. Oktober 1989 in Bad Dürkheim), nach Heirat Janina Huber,  aus dem Weinanbaugebiet Pfalz wurde am 26. September 2014 in Neustadt an der Weinstraße als Nachfolgerin von Nadine Poss (Weinanbaugebiet Nahe) zur 66. Deutschen Weinkönigin gewählt. Sie war damit die zehnte Deutsche Weinkönigin, die aus der Pfalz kommt. Als Weinprinzessinnen standen ihr während der zwölfmonatigen Amtszeit Judith Dorst (Rheinhessen) und Kathrin Schnitzius (Mosel) zur Seite.

## Leben
Huhn wuchs in einer pfälzischen Winzerfamilie auf, ihr Vater arbeitet als Weinbautechniker beim Winzerverein Deidesheim. 2009 legte sie am Werner-Heisenberg-Gymnasium Bad Dürkheim das Abitur mit der Note 1,1 ab. Danach studierte sie Geschichte, Latein und Philosophie in Freiburg und Heidelberg. Ihre Bachelor-Arbeit schrieb sie über das Symposion des Platon.
Huhn war 2012 Weinprinzessin ihrer Heimatstadt Bad Dürkheim und 2013 Pfälzische Weinkönigin. Währenddessen absolvierte sie ein Praktikum im VDP-Weingut Pfeffingen in Bad Dürkheim.
Nach dem Ende ihrer Amtszeit als Deutsche Weinkönigin im September 2015 war sie im Weinkeller der BASF im Veranstaltungsbereich tätig. Daneben absolvierte sie an der International Wine School in London mehrere Seminare und nahm eine Ausbildung an der Weinakademie Österreich auf. 2018 erlangte sie den Abschluss Diploma in Wines and Spirits (Weinakademiker); dabei wurde sie mit dem Topstudent Award des Absolventenjahrgangs ausgezeichnet.
Seit dem Frühjahr 2018 ist Huber als Moderatorin von Seminaren und Events im Weinbereich selbstständig. Im SWR-Fernsehen moderiert sie seit 2018 die Sendung Weinsafari, die seither mehrfach ausgestrahlt wurde.
Im April 2021 nahm Huber außerdem eine Tätigkeit als Dozentin (WSET Certified Educator) auf und unterrichtet internationale Weinkurse, zum Beispiel an einer Weinschule in Heidelberg.